# Screaming for Vengeance
Screaming for Vengeance es el octavo álbum de estudio de la banda británica de heavy metal Judas Priest, publicado en 1982 por Columbia Records. Tras su lanzamiento se convirtió en su producción más exitosa a nivel mundial, con 2 millones de copias vendidas solo en los Estados Unidos hasta el 2001.
De acuerdo a la crítica es el álbum que capitaliza el éxito comercial de la banda, cuyo proceso fue iniciado con British Steel. A su vez, es nombrado uno de los mejores y más importantes discos del género de la década de los ochenta. Es por ello que es citado en varias listas de los mejores álbumes de metal de todos los tiempos, como por ejemplo en la revista IGN, que lo posicionó en el puesto 15 de los 25 álbumes más influyentes del metal.
En 2001 se remasterizó con dos pistas adicionales; «Prisoner of Your Eyes» grabado durante las sesiones de Turbo y una versión en vivo de «Devil's Child», grabada en Memphis en 1982. Por su parte y como celebración del 30.º aniversario desde su lanzamiento, en 2012 se publicó una edición especial que incluyó seis canciones adicionales, junto a un DVD de su presentación en vivo en el US Festival de 1983.

## Grabación
Entre septiembre y octubre de 1981 se dirigieron a los Ibiza Studios en España, donde escribieron y grabaron una gran cantidad de canciones con planes de lanzar un nuevo disco a principio de 1982, al cual llamarían simplemente Screaming. A pesar de que las grabaciones estaban listas, la banda junto a Tom Allom no quedaron conformes con ellas, por lo que decidieron retomar el proceso de grabación luego de la segunda serie de conciertos por Europa en el marco de la gira World Wide Blitz Tour.
Ya en enero de 1982 retomaron las canciones grabadas; algunas fueron remezcladas y otras descartadas. De acuerdo a Glenn Tipton en una entrevista a la revista Guitar Player en 1983, confirmó que habían descartado cuatro a cinco canciones ya que según él habían escrito cinco mejores.
En abril de ese mismo año todas las canciones —a excepción de una— fueron mezcladas en los Beejay Recording Studios en Orlando (Florida) y en los Bayshore Recording Studios de Coconut Grove (Miami). En una entrevista realizada por Classic Rock Revisited a Ian Hill en el 2002, afirmó que al momento de mezclar los temas descubrieron en las cintas un demo de «You've Got Another Thing Comin'», que en par de horas la regrabaron en los estudios Beejay Recording y que la agregaron a último momento al listado de canciones.

## Lanzamiento y promoción
Se publicó oficialmente el 17 de julio de 1982 en el Reino Unido a través de CBS Records, y a los pocos días llegó hasta el puesto 11 en la lista UK Albums Chart. En la misma fecha se lanzó en los Estados Unidos por el sello Columbia, donde alcanzó la posición 17 en los Billboard 200. Solo un par de meses de su lanzamiento vendió más de 1 millón de copias en el país norteamericano, y hasta el 2001 sus ventas superaban las 2 millones de copias, equivalente a doble disco de platino. Hasta el día de hoy es su producción de estudio más vendida a nivel mundial.
Para promocionarlo se publicaron tres canciones como sencillos a lo largo de 1982. El primero de ellos fue «You've Got Another Thing Comin'» que llegó hasta el puesto 66 en los UK Singles Chart. También se convirtió en su sencillo más exitoso en los Estados Unidos, donde alcanzó el cuarto lugar en los Mainstream Rock Tracks e ingresó en los Billboard Hot 100 en la posición 67, convirtiéndose en su único sencillo en entrar en dicha lista estadounidense. Mientras que en octubre se publicó «(Take These) Chains», pero solo para el mercado europeo y Japón. Por último y a fines del mismo año se lanzó «Electric Eye», que se posicionó en el lugar 38 en los Mainstream Rock Tracks estadounidense.
Por su parte, en agosto del mismo año iniciaron su gira promocional World Vengeance Tour, que los llevó por cerca de siete meses a las principales ciudades estadounidenses. Durante la extensa gira por el país norteamericano contaron con Iron Maiden, Uriah Heep, Coney Hatch y otros como artistas invitados. Mientras que en diciembre de 1983 dieron un par de conciertos por su propio país con Quiet Riot como teloneros.

## Portada
Luego de la decepcionante portada de Point of Entry la banda buscó a otro artista para crear la portada del disco y para ello decidieron trabajar con Doug Johnson. El concepto artístico fue obra de los mismos integrantes del grupo, cuyo personaje es un ave metálica llamada The Hellion, como la canción que abre al disco. El dibujo del ave fue obra de Johnson, mientras que el diseño de la portada fue creada por el director artístico de Columbia, John Berg, que volvió a emplear el diseño 3D del logotipo del grupo creado en el disco anterior.
Para contar una breve historia del ave, en la contraportada aparecen las siguientes líneas: «Desde una tierra desconocida y por medio de cielos lejanos, llegó un guerrero alado. No quedaba nada sagrado, nadie estaba a salvo de The Hellion ya que proliferó su grito de batalla... Gritando por venganza».

## La celebración del 30.º aniversario
El 3 de septiembre de 2012 se publicó una edición especial del disco con motivos del 30.º aniversario de su publicación. Esta edición contó con seis canciones adicionales; cuatro de ellas en vivo grabado en San Antonio (Texas) en 1982, una de ellas grabado en Memphis en el mismo año y el tema «Prisoner of Your Eyes», grabado durante las sesiones de Turbo y que ya había sido incluido en el álbum en la remasterización de 2001. A su vez contó con un DVD de la presentación en vivo en el US Festival, celebrado el 29 de mayo de 1983 conocido como el día del heavy metal.

## Versiones
Con el pasar de los años varias de sus canciones han sido versionadas, tanto para algunos álbumes tributo como para sus respectivas producciones. Una de sus temas más versionados es «Electric Eye» que a veces es tocado junto a «The Hellion», como por ejemplo Helloween que la grabó para su sencillo «The Time of the Oath» y posteriormente apareció en su disco Treasure Chest. Otros artistas que la han grabado son Godsmack, Benediction, Jani Lane y As I Lay Dying, entre otros.
Otras canciones como «Screaming for Vengeance» ha sido versioanado por Sepultura, Iced Earth y Virgin Steele. También «You've Another Thing Comin'» la han interpretado Saxon, Doro y Barón Rojo, entre otros. Por último «Bloodstone» fue versionada por Stratovarius para su álbum Intermission.

## Lista de canciones
Todas las canciones escritas por Rob Halford, Glenn Tipton y K.K. Downing, a menos que se indique lo contrario.

| N.º | Título                            | Escritor(es)     | Duración |  |
| 1.  | «The Hellion» (instrumental)      |                  | 0:41     |  |
| 2.  | «Electric Eye»                    |                  | 3:39     |  |
| 3.  | «Riding on the Wind»              |                  | 3:07     |  |
| 4.  | «Bloodstone»                      |                  | 3:51     |  |
| 5.  | «(Take These) Chains»             | Bob Halligan Jr. | 3:07     |  |
| 6.  | «Pain and Pleasure»               |                  | 4:17     |  |
| 7.  | «Screaming for Vengeance»         |                  | 4:43     |  |
| 8.  | «You've Got Another Thing Comin'» |                  | 5:09     |  |
| 9.  | «Fever»                           |                  | 5:20     |  |
| 10. | «Devil's Child»                   |                  | 4:48     |  |

| Pistas adicionales en reedición de 2001 |                                                                                      |          |  |
| N.º                                     | Título                                                                               | Duración |  |
| 11.                                     | «Prisoner of your Eyes» (gradado durante las sesiones de Turbo)                      | 7:12     |  |
| 12.                                     | «Devil's Child» (en vivo, grabado en Memphis, Tennessee, el 12 de diciembre de 1982) | 5:02     |  |

| Pistas adicionales en la edición 30th Anniversary |                                                                                              |          |  |
| N.º                                               | Título                                                                                       | Duración |  |
| 11.                                               | «Electric Eye» (en vivo, grabado en San Antonio (Texas), el 10 de septiembre de 1982)        | 4:25     |  |
| 12.                                               | «Riding on the Wind» (en vivo, grabado en San Antonio, el 10 de septiembre de 1982)          | 3:10     |  |
| 13.                                               | «You've Another Thing Comin'» (en vivo, grabado en San Antonio, el 10 de septiembre de 1982) | 7:18     |  |
| 14.                                               | «Screaming for Vengeance» (en vivo, grabado en San Antonio, el 10 de septiembre de 1982)     | 4:45     |  |
| 15.                                               | «Devil's Child» (en vivo, grabado en Memphis, el 12 de diciembre de 1982)                    | 5:02     |  |
| 16.                                               | «Prisoner of Your Eyes» (gradado durante las sesiones de Turbo)                              | 7:12     |  |

### Edición 30th Anniversary - DVD Live in US Festival '83
Todas las canciones escritas por Rob Halford, K.K. Downing y Glenn Tipton, a menos que se indique lo contrario.

| N.º | Título                                             | Escritor(es)                        | Duración |  |
| 1.  | «The Hellion/Electric Eye»                         |                                     |          |  |
| 2.  | «Riding on the Wind»                               |                                     |          |  |
| 3.  | «Heading Out to the Highway»                       |                                     |          |  |
| 4.  | «Metal Gods»                                       |                                     |          |  |
| 5.  | «Breaking the Law»                                 |                                     |          |  |
| 6.  | «Diamonds & Rust»                                  | Joan Báez                           |          |  |
| 7.  | «Victim of Changes»                                | Al Atkins, Halford, Downing, Tipton |          |  |
| 8.  | «Living After Midnight»                            |                                     |          |  |
| 9.  | «The Green Manalishi (With the Two Pronged Crown)» | Peter Green                         |          |  |
| 10. | «Screaming for Vengeance»                          |                                     |          |  |
| 11. | «You've Got Another Thing Comin'»                  |                                     |          |  |
| 12. | «Hell Bent for Leather»                            |                                     |          |  |

## Músicos
- Rob Halford: voz
- K.K. Downing: guitarra eléctrica
- Glenn Tipton: guitarra eléctrica y coros
- Ian Hill: bajo
- Dave Holland: batería